# Margaretha van Schotland (1283-1290)
Margaretha van Schotland (Tønsberg? (Noorwegen), 9 april 1283 – Orkneyeilanden, 1290) is van 1286 tot 1290 de ongekroonde koningin van Schotland geweest. Ze overleed voordat ze in haar koninkrijk arriveerde. Ze wordt in het Engels aangeduid als Maid of Norway. Dit wordt in andere talen vertaald als Jonkvrouw van Noorwegen of Maagd van Noorwegen.

## Biografie
Ze was dochter van Erik II van Noorwegen en Margaretha van Schotland (1261-1283). Haar moeder stierf bij de bevalling.
Op 19 maart 1286 overleed haar grootvader, Alexander III van Schotland, door een val van zijn paard. De 3-jarige Margaretha, was op dat moment zijn enige nakomelinge die nog in leven was. De echtgenote van Alexander III was wel zwanger, maar dat kind werd dood geboren. Hierdoor zou Margaretha koningin worden van Schotland. Dit werd echter betwist. Alexander II van Schotland had voor de geboorte van zijn zoon Alexander III, een testament opgemaakt. In dit testament had hij zijn neef Robert, heer van Annandale, die in 1286 inmiddels zelf ook al oud was geworden, als opvolger aangewezen. Deze neef was een politiek belangrijk persoon en probeerde zijn macht uit te oefenen om als koning erkend te worden. Hij was de grootvader van de latere koning Robert I van Schotland.
Eduard I van Engeland en Erik II van Noorwegen wisten gebruik van deze situatie te maken. Zij regelden een huwelijk voor Eduard II van Engeland en Margaretha. Dit gebeurde via het Verdrag van Salisbury in 1289 en het Verdrag van Birgham in 1290.
Margaretha reisde in 1290 van Noorwegen naar haar koninkrijk in Schotland en haar huwelijk met Eduard II. Onderweg deed ze de Orkneyeilanden aan. Ze stierf daar onder mysterieuze omstandigheden. Volgens de overlevering vermoedelijk door zeeziekte.
Met haar overlijden, verdween de laatste vorst uit het huis Dunkeld. Er waren in 1290 dertien personen die aanspraak maakten op de Schotse troon. John Balliol werd uiteindelijk haar directe opvolger. Toch bleef er onrust tot in de tijd van Robert I van Schotland.

## Voorouders
| Voorouders van Margaretha van Schotland | Voorouders van Margaretha van Schotland                                           | Voorouders van Margaretha van Schotland                                           | Voorouders van Margaretha van Schotland                                           | Voorouders van Margaretha van Schotland                                           | Voorouders van Margaretha van Schotland                                  | Voorouders van Margaretha van Schotland                                  | Voorouders van Margaretha van Schotland                                  | Voorouders van Margaretha van Schotland                                  |
| --------------------------------------- | --------------------------------------------------------------------------------- | --------------------------------------------------------------------------------- | --------------------------------------------------------------------------------- | --------------------------------------------------------------------------------- | ------------------------------------------------------------------------ | ------------------------------------------------------------------------ | ------------------------------------------------------------------------ | ------------------------------------------------------------------------ |
| Overgrootouders                         | Alexander II van Schotland (1189-1249) ∞ 1152 Maria van Coucy (1122-1204)         | Alexander II van Schotland (1189-1249) ∞ 1152 Maria van Coucy (1122-1204)         | Hendrik III van Engeland (1207-1272) ∞ 1236 Eleonora van Provence (1222-1291)     | Hendrik III van Engeland (1207-1272) ∞ 1236 Eleonora van Provence (1222-1291)     | Haakon IV van Noorwegen (1204-1163) ∞ 1200 Margret Skuladotter (-)       | Haakon IV van Noorwegen (1204-1163) ∞ 1200 Margret Skuladotter (-)       | Erik IV van Denemarken (1216-1250) ∞ 1220 Jutta van Saksen (-1250)       | Erik IV van Denemarken (1216-1250) ∞ 1220 Jutta van Saksen (-1250)       |
| Grootouders                             | Alexander II van Schotland (1241-1286) ∞ 1152 Margaretha van Engeland (1240-1275) | Alexander II van Schotland (1241-1286) ∞ 1152 Margaretha van Engeland (1240-1275) | Alexander II van Schotland (1241-1286) ∞ 1152 Margaretha van Engeland (1240-1275) | Alexander II van Schotland (1241-1286) ∞ 1152 Margaretha van Engeland (1240-1275) | Magnus VI van Noorwegen (1238-1280) ∞ Ingeborg Eriksdotter (1244-1287)   | Magnus VI van Noorwegen (1238-1280) ∞ Ingeborg Eriksdotter (1244-1287)   | Magnus VI van Noorwegen (1238-1280) ∞ Ingeborg Eriksdotter (1244-1287)   | Magnus VI van Noorwegen (1238-1280) ∞ Ingeborg Eriksdotter (1244-1287)   |
| Ouders                                  | Margaretha van Schotland (1260-1283) ∞ Erik II van Noorwegen (1268-1299)          | Margaretha van Schotland (1260-1283) ∞ Erik II van Noorwegen (1268-1299)          | Margaretha van Schotland (1260-1283) ∞ Erik II van Noorwegen (1268-1299)          | Margaretha van Schotland (1260-1283) ∞ Erik II van Noorwegen (1268-1299)          | Margaretha van Schotland (1260-1283) ∞ Erik II van Noorwegen (1268-1299) | Margaretha van Schotland (1260-1283) ∞ Erik II van Noorwegen (1268-1299) | Margaretha van Schotland (1260-1283) ∞ Erik II van Noorwegen (1268-1299) | Margaretha van Schotland (1260-1283) ∞ Erik II van Noorwegen (1268-1299) |
| Margaretha I van Schotland (1283-1290)  |                                                                                   |                                                                                   |                                                                                   |                                                                                   |                                                                          |                                                                          |                                                                          |                                                                          |